# Miejskie Zakłady Autobusowe w Warszawie
Miejskie Zakłady Autobusowe Sp. z o.o. (MZA) w Warszawie – przedsiębiorstwo transportowe, obsługujące na zlecenie Zarządu Transportu Miejskiego linie autobusowe na terenie Warszawy oraz sąsiednich miejscowości.
Spółka powstała 1 marca 1994 roku w wyniku podziału Miejskich Zakładów Komunikacyjnych, jako zakład budżetowy miasta stołecznego Warszawy. W 2003 roku została przekształcona w spółkę z ograniczoną odpowiedzialnością. Jej jedynym właścicielem jest miasto.

## Historia
Miejskie Zakłady Autobusowe poza obsługą linii autobusowych objęły też komunikację trolejbusową, zlikwidowaną w 1995 roku, wraz z zajezdnią R-12 „Piaseczno”. W tym samym roku zlikwidowano także zajezdnię R-8 „Pożarowa”. W 2003 roku zlikwidowano najstarszą warszawską zajezdnię przy ulicy Inflanckiej, a z dniem 1 kwietnia 2006 roku zakończono działalność zajezdni przy ulicy Chełmskiej. Autobusy przeniesiono do pozostałych zakładów.
Pierwszym niskopodłogowym autobusem 15-metrowym zakupionym przez MZA był Neoplan N4020, wyprodukowany w niemieckiej fabryce Neoplana (pierwotny nr. tab. 6455, obecnie 6430) – w 1994 roku. Pierwszymi przegubowymi autobusami niskopodłogowymi były Ikarusy 417.08, zakupione w 1995 roku (pierwotne nr. taborowe: 7550 i 7551). W 1999 roku wprowadzono do eksploatacji nowoczesne i niskopodłogowe autobusy Solaris Urbino 15 I.
W 2001 roku do Solarisów dołączyło 60 autobusów przegubowych marki MAN NG313, zaś rok później dokupiono 40 kolejnych takich MAN-ów. W 2005 roku zakupiono pierwsze przegubowe autobusy Solaris Urbino 18 III z klimatyzacją. W 2007 roku zakupiono 100 kolejnych Solarisów Urbino 18 III (tym razem z klimatyzacją dla kierowcy) oraz 50 Solarisów Urbino 12 III (z klimatyzacją przestrzeni pasażerskiej). Na przełomie 2007 i 2008 roku zakupiono również 54 Jelcze M121I4 Mastero.
Na początku 2008 roku ogłoszono przetarg na 150 nowych pojazdów. Zwyciężyła firma Solaris Bus & Coach S.A z Bolechowa. Firma dostarczyła MZA Warszawa 80 Solarisów Urbino 18 III i 70 Solarisów Urbino 12 III. Autobusy te są wyposażone w klimatyzację przestrzeni pasażerskiej, system zapowiedzi dźwiękowych, monitoring, silniki DAF spełniające normy Euro 4, wydzieloną kabinę kierowcy i miękkie siedzenia. W połowie września 2008 r. pierwsze przegubowe Solarisy zaczęły docierać do Warszawy. Na początku października dotarły również Solarisy 12-metrowe. Nowa dostawa została rozdzielona pomiędzy 3 zajezdnie: „Stalowa”, „Redutowa” oraz „Kleszczowa”.
W 2009 roku MZA ogłosiły przetarg na dostawę 16 autobusów niskopodłogowych typu MIDI. Swoje oferty zgłosiły firmy Solaris oraz Mercedes-Benz. Przetarg unieważniono, ale Solaris odwołał się do Krajowej Izby Odwoławczej, która przyznała tej firmie rację. Solarisy Urbino 10 III zostały przekazane w lipcu 2010 roku do zajezdni Ostrobramska. W 2010 roku ogłoszono kolejny przetarg, tym razem na 70 przegubowych autobusów, który został wygrany przez spółkę MAN. W międzyczasie zakupiono od firmy Solaris 42 nowe autobusy przegubowe w ramach rozszerzenia zakresu umowy z 2008 roku. Część Solarisów Urbino 18 III z zajezdni Stalowa została przeniesiona do zajezdni Ostrobramska, a druga część została przekazana zajezdni Woronicza. Natomiast MAN-y trafiły do zajezdni Stalowa.
Pod koniec 2010 roku ogłoszono przetarg na dostawę 168 autobusów niskopodłogowych. Zamówienie składało się z trzech części – 20 autobusów 10-metrowych, 36 autobusów 12-metrowych oraz 112 autobusów przegubowych. Wśród autobusów przegubowych mogły znaleźć się 2 metro busy, czyli 4-osiowe pojazdy przegubowe o długości 20 metrów oraz 4 autobusy przegubowe o standardowej długości z napędem hybrydowym. Pod koniec marca 2011 roku ogłoszono wynik przetargu. Zwycięzcami okazały się firmy Solaris oraz Solbus. Solaris dostarczył dla Warszawy 112 autobusów Solaris Urbino 18 III w tym 4 Solarisy Urbino 18 III Hybrid, a także 36 Solarisów Urbino 12 III. Solbus dostarczył 20 autobusów Solbus Solcity SM10.
Na początku czerwca 2011 r. podpisano umowę na dostawę nowych pojazdów, która miała się rozpocząć w listopadzie 2011 r. Producent Solaris zaproponował przyspieszenie dostaw i ostatecznie pierwsza partia pojazdów rozpoczęła jazdy liniowe 12 listopada 2011 r. Autobusy trafiły do trzech zajezdni. Zajezdnia Woronicza dostała 50 autobusów Solaris Urbino 18 III i 20 autobusów Solbus Solcity SM10. Do zajezdni Ostrobramska trafiły 32 autobusy Solaris Urbino 18 III w tym 4 Solarisy Urbino 18 III Hybrid oraz 36 autobusów Solaris Urbino 12 III. Najmniej, bo 30 autobusów Solaris Urbino 18 III trafiło do zajezdni „Redutowa”. W trakcie dostaw, 73 autobusy Solaris Urbino 15 I przeniesiono do zajezdni Kleszczowa, kumulując tam w sumie 135 Solarisów 15-metrowych. Z kolei Jelcze M121M zostały przeniesione do zajezdni Redutowa.
Wszystkie Solarisy z najnowszej dostawy posiadają rozbudowany system informacji pasażerskiej z szerokim wyświetlaczem tylnym i dodatkowym wyświetlaczem bocznym z numerem linii.
W lutym 2012 roku ogłoszono przetarg na dostawę 105 autobusów niskopodłogowych. Ponownie zamówienie składało się z trzech części – 20 autobusów 10-metrowych, 25 autobusów 12-metrowych i 60 autobusów przegubowych. W kwietniu 2012 r. ogłoszono wynik przetargu. Zwycięzcami okazały się firmy Solaris, Solbus i Mercedes-Benz. Solaris dostarczył Warszawie 20 autobusów Solaris Urbino 10 III, Solbus dostarczył 25 autobusów Solbus Solcity SM12, a Mercedes-Benz dostarczył 60 autobusów Mercedes Benz Conecto LF G. Na przełomie maja i czerwca podpisano umowy na dostawę tych pojazdów, które rozpoczęły się w listopadzie 2012 r. Wszystkie Solarisy i Mercedesy otrzymała zajezdnia Kleszczowa, Solbusy ponownie trafiły do zajezdni Woronicza.
Pod koniec grudnia 2012 roku ogłoszono przetarg na dostawę jedynie 36 autobusów niskopodłogowych. To zamówienie składało się tylko z dwóch części – ponownie 20 autobusów 10-metrowych oraz 16 autobusów przegubowych. Wynik przetargu ogłoszono w lutym 2013 roku. Zwycięzcami okazały się firmy Solbus i Solaris. Solbus dostarczył 20 autobusów Solbus Solcity SM10 a Solaris 16 autobusów Solaris Urbino 18 III. Umowy na dostarczenie tych pojazdów podpisano pod koniec marca. Dostawy rozpoczęły się w wakacje.
W czerwcu 2013 roku ogłoszono przetarg na dostawę 35 autobusów przegubowych ze skroplonym gazem (LNG) oraz 47 autobusów przegubowych na olej napędowy. Obydwa przetargi wygrała firma Solbus. Pojazdy o napędzie gazowym trafiły do zajezdni „Ostrobramska”, gdzie zostały zainstalowane dystrybutory paliwa dla tych autobusów. 1 grudnia z eksploatacji wycofano wszystkie autobusy marki Ikarus, Jelcze 120MM/1 oraz Jelcze M181M. Był to również ostatni dzień funkcjonowania zajezdni Redutowa. 19 listopada 2015 roku dostarczono 80 Solarisów Urbino 12 III i 18 III do zajezdni Stalowa.

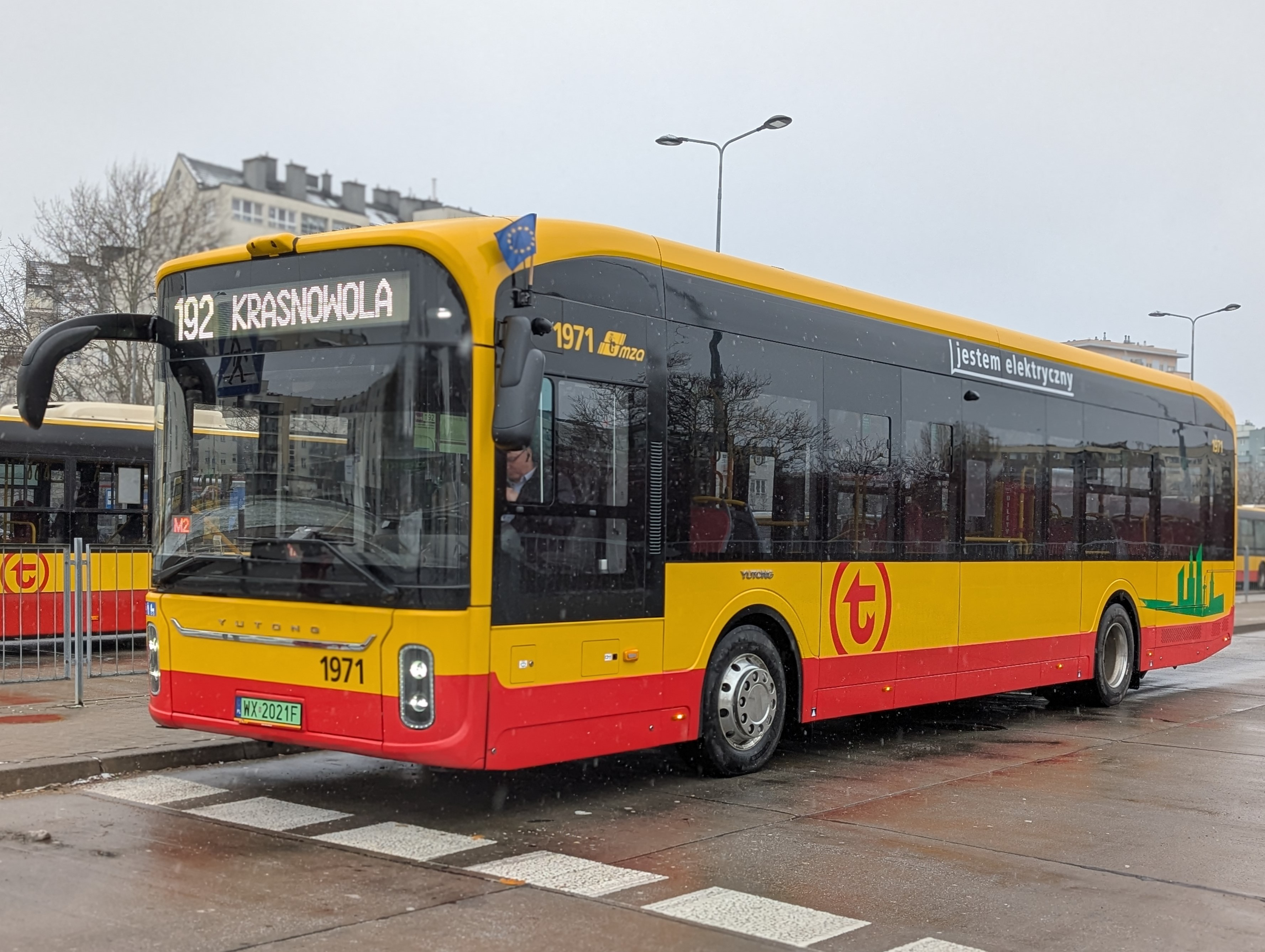
Yutong U12

W 2024 roku przedsiębiorstwo kupiło od spółki ITS Michalczewski zajezdnię przy ul. Płochocińskiej.
W grudniu 2024 roku dostarczono 18 nowych, bezprzegubowych autobusów Yutong U12 oraz 12 sztuk nowych Solarisów Urbino 12 Electric. Yutongi trafiły do zajezdni "Woronicza" i otrzymały numerację 1970–1987, a Solarisy do zajezdni „Stalowa” (otrzymały numery 1921–1932). Obie serie pojazdów rozpoczęły kursowanie z początkiem 2025 roku.

### Tabor liniowy

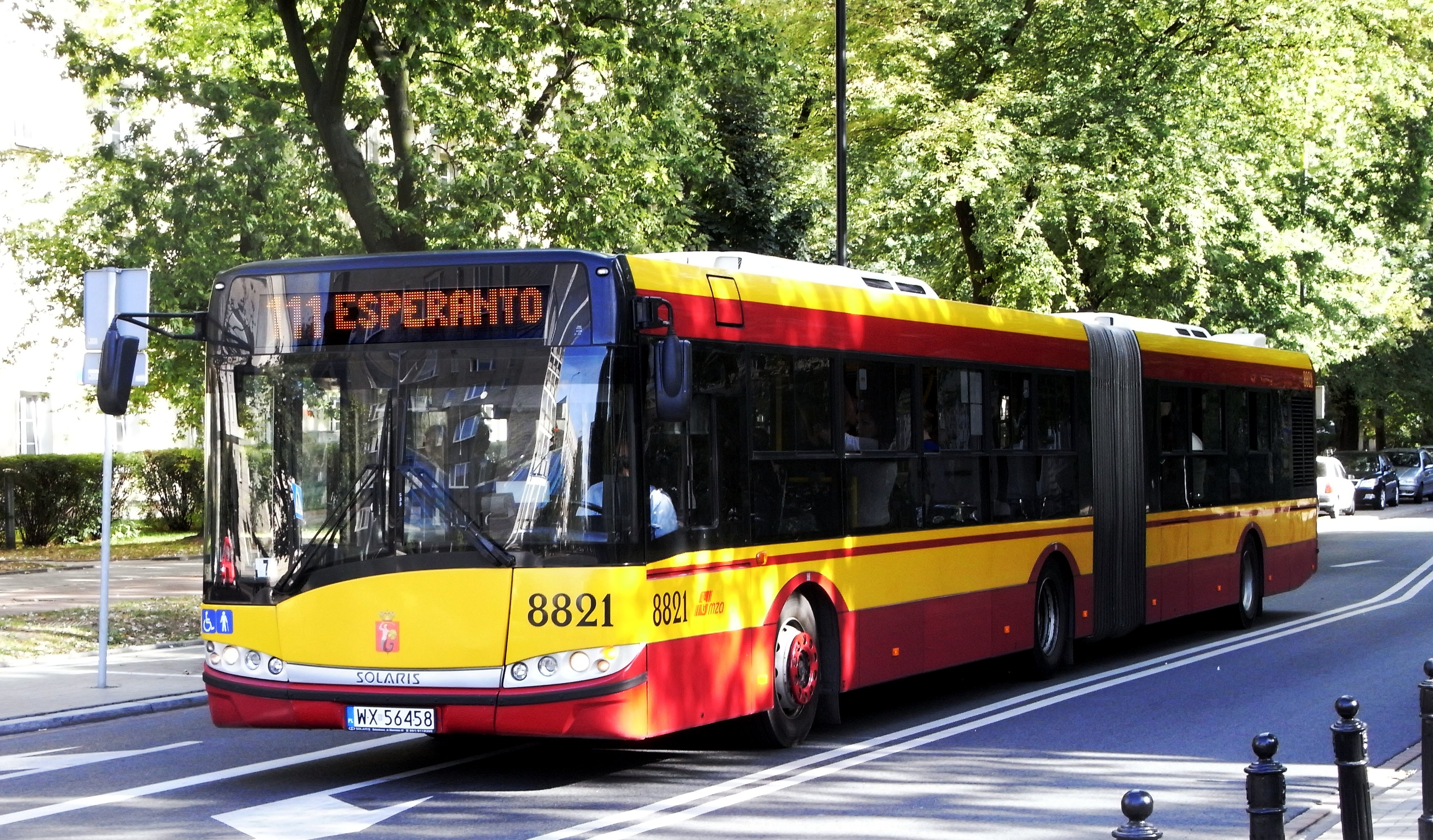
Solaris Urbino 18 III

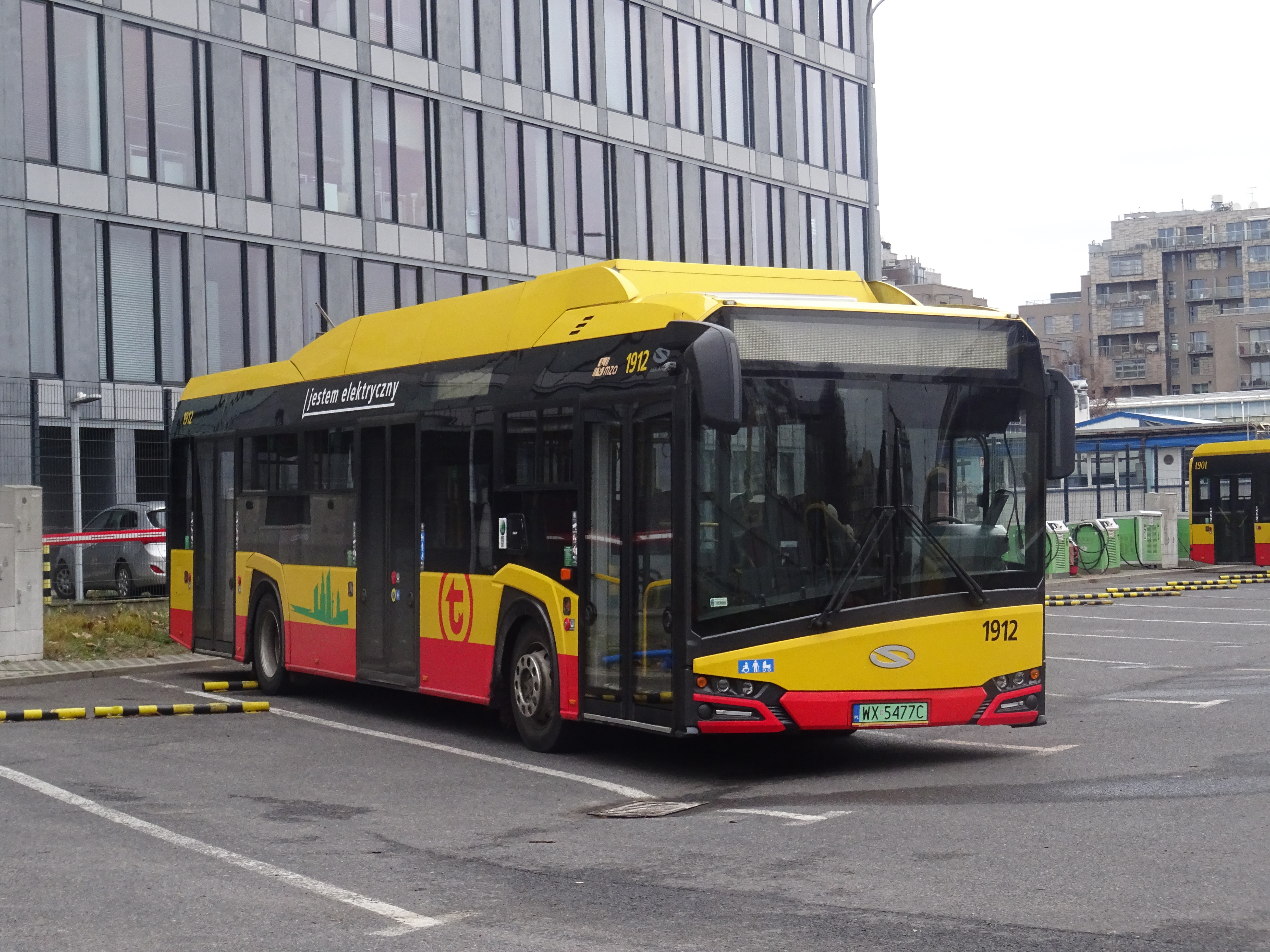
Solaris Urbino 12 IV electric

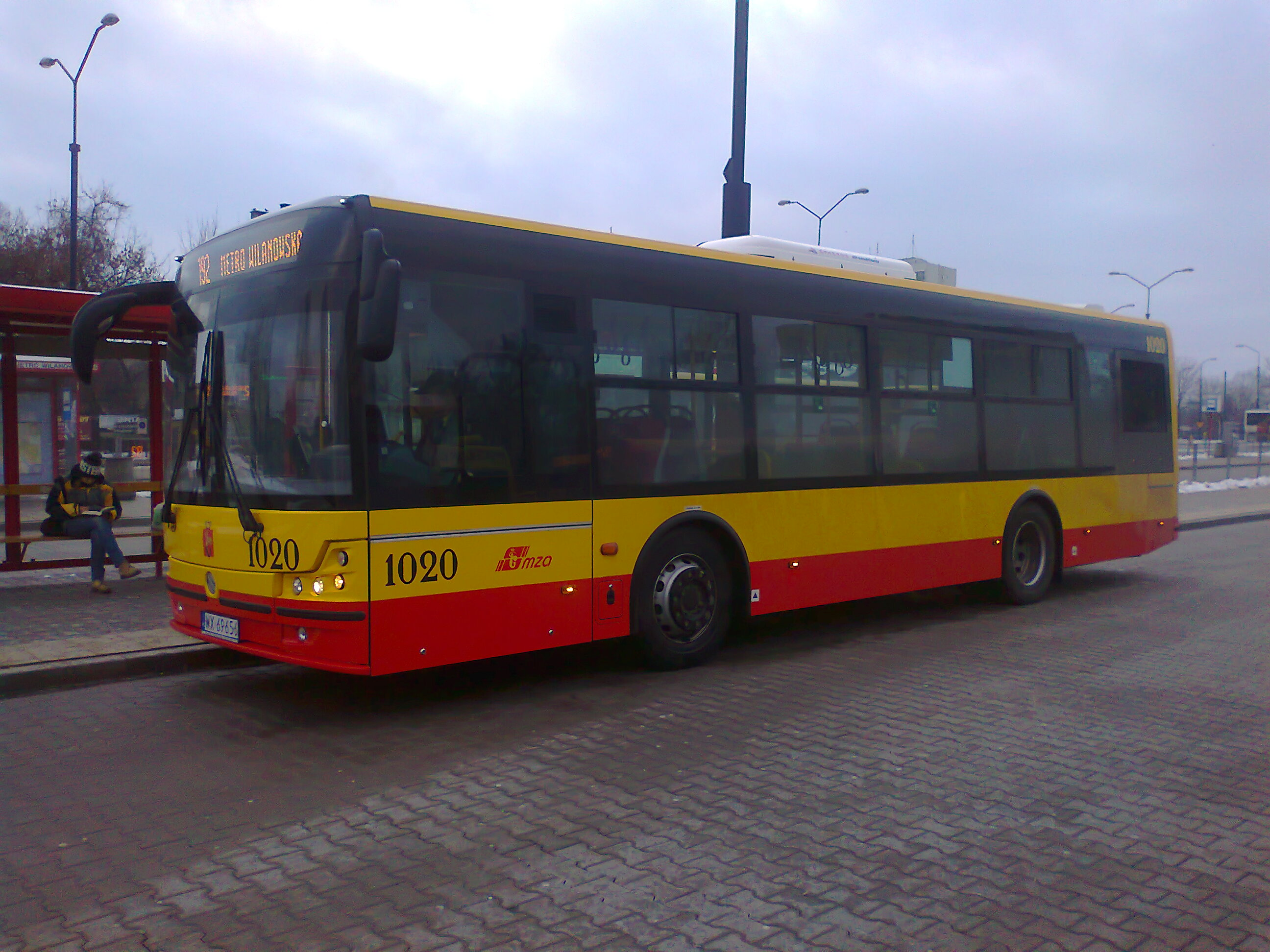
Solbus Solcity SM10

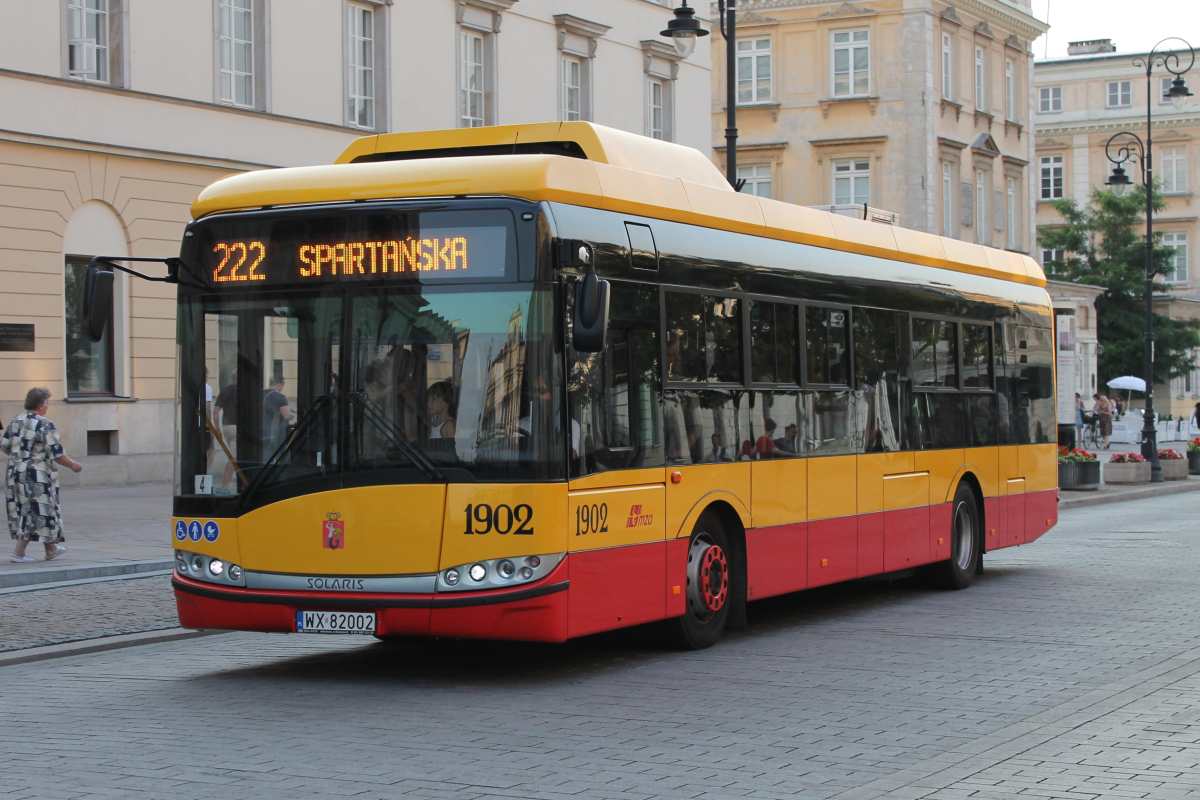
Solaris Urbino 12 III Electric

## Zajezdnie
| Oznaczenie wg ZTM | Oznaczenie MZA | Nazwa        | Działalność |
| ----------------- | -------------- | ------------ | ----------- |
| R-5               | –              | Inflancka    | 1938-2003   |
| R-6               | R-5            | Redutowa     | 1964-2013   |
| R-7               | R-1            | Woronicza    | od 1963 r.  |
| R-8               | –              | Pożarowa     | 1972-1995   |
| R-9               | –              | Chełmska     | 1960-2006   |
| R-10              | R-3            | Ostrobramska | od 1969 r.  |
| R-11              | R-2            | Kleszczowa   | od 1973 r.  |
| R-12              | –              | Piaseczno    | 1983-2002   |
| R-13              | R-4            | Stalowa      | od 1985 r.  |
| R-14              | R-6            | Płochocińska | od 2024 r.  |

## Tabor

### Tabor liniowy[6]
| Model autobusu                                  | Wyposażenie | Lata dostaw                                 | Liczba      |
| ----------------------------------------------- | --- | ------------------------------------------- | ----------- |
| Scania CityWide 12LF CNG (po ITS Michalczewski) | przewóz osób na wózkach · system informacji pasażerskiej · monitoring · klimatyzacja przestrzeni pasażerskiej · automaty biletowe | 2024                                        | 29          |
| Autosan Sancity 18LF LNG                        | przewóz osób na wózkach · system informacji pasażerskiej · monitoring · klimatyzacja przestrzeni pasażerskiej · automaty biletowe | 2022, 2023                                  | 90          |
| MAN NL313 Lion’s City CNG                       | przewóz osób na wózkach · system informacji pasażerskiej · monitoring · klimatyzacja przestrzeni pasażerskiej · automaty biletowe | 2019                                        | 50          |
| MAN NG313 Lion’s City G CNG                     | przewóz osób na wózkach · system informacji pasażerskiej · monitoring · klimatyzacja przestrzeni pasażerskiej · automaty biletowe | 2019, 2020                                  | 60          |
| MAN NG363 Lion’s City G                         | przewóz osób na wózkach · system informacji pasażerskiej · monitoring · klimatyzacja przestrzeni pasażerskiej · automaty biletowe | 2010                                        | 70          |
| Mercedes Benz Conecto LF                        | przewóz osób na wózkach · system informacji pasażerskiej · monitoring · klimatyzacja przestrzeni pasażerskiej · automaty biletowe | 2017                                        | 35          |
| Mercedes Benz Conecto LF G                      | przewóz osób na wózkach · system informacji pasażerskiej · monitoring · klimatyzacja przestrzeni pasażerskiej · automaty biletowe | 2012                                        | 60          |
| Mercedes Benz Conecto LF G                      | przewóz osób na wózkach · system informacji pasażerskiej · monitoring · klimatyzacja przestrzeni pasażerskiej · automaty biletowe | 2017                                        | 45          |
| Solaris Urbino 10 III                           | przewóz osób na wózkach · system informacji pasażerskiej · monitoring · klimatyzacja przestrzeni pasażerskiej · automaty biletowe | 2010                                        | 15          |
| Solaris Urbino 10 III                           | przewóz osób na wózkach · system informacji pasażerskiej · monitoring · klimatyzacja przestrzeni pasażerskiej · automaty biletowe | 2012                                        | 20          |
| Solaris Urbino 12 III                           | przewóz osób na wózkach · monitoring · klimatyzacja przestrzeni pasażerskiej · automaty biletowe                                  | 2007                                        | 4           |
| Solaris Urbino 12 III                           | przewóz osób na wózkach · monitoring · klimatyzacja przestrzeni pasażerskiej · automaty biletowe                                  | 2008                                        | 41          |
| Solaris Urbino 12 III                           | przewóz osób na wózkach · system informacji pasażerskiej · monitoring · klimatyzacja przestrzeni pasażerskiej · automaty biletowe | 2011                                        | 35          |
| Solaris Urbino 12 III                           | przewóz osób na wózkach · system informacji pasażerskiej · monitoring · klimatyzacja przestrzeni pasażerskiej · automaty biletowe | 2015                                        | 20          |
| Solaris Urbino 12 IV FL CNG                     | przewóz osób na wózkach · system informacji pasażerskiej · monitoring · klimatyzacja przestrzeni pasażerskiej · automaty biletowe | 2021                                        | 40          |
| Solaris Urbino 12 III Electric                  | przewóz osób na wózkach · system informacji pasażerskiej · monitoring · klimatyzacja przestrzeni pasażerskiej · automaty biletowe | 2015                                        | 10          |
| Solaris Urbino 12 IV Electric                   | przewóz osób na wózkach · system informacji pasażerskiej · monitoring · klimatyzacja przestrzeni pasażerskiej · automaty biletowe | 2018                                        | 22          |
| Solaris Urbino 18 III                           | przewóz osób na wózkach · system informacji pasażerskiej · monitoring · klimatyzacja przestrzeni pasażerskiej · automaty biletowe | 2008                                        | 73          |
| Solaris Urbino 18 III                           | przewóz osób na wózkach · system informacji pasażerskiej · monitoring · klimatyzacja przestrzeni pasażerskiej · automaty biletowe | 2009                                        | 20          |
| Solaris Urbino 18 III                           | przewóz osób na wózkach · system informacji pasażerskiej · monitoring · klimatyzacja przestrzeni pasażerskiej · automaty biletowe | 2010                                        | 42          |
| Solaris Urbino 18 III                           | przewóz osób na wózkach · system informacji pasażerskiej · monitoring · klimatyzacja przestrzeni pasażerskiej · automaty biletowe | 2011                                        | 108         |
| Solaris Urbino 18 III                           | przewóz osób na wózkach · system informacji pasażerskiej · monitoring · klimatyzacja przestrzeni pasażerskiej · automaty biletowe | 2013                                        | 16          |
| Solaris Urbino 18 III                           | przewóz osób na wózkach · system informacji pasażerskiej · monitoring · klimatyzacja przestrzeni pasażerskiej · automaty biletowe | 2014                                        | 25          |
| Solaris Urbino 18 III                           | przewóz osób na wózkach · system informacji pasażerskiej · monitoring · klimatyzacja przestrzeni pasażerskiej · automaty biletowe | 2015, 2016                                  | 120         |
| Solaris Urbino 18 IV FL CNG                     | przewóz osób na wózkach · system informacji pasażerskiej · monitoring · klimatyzacja przestrzeni pasażerskiej · automaty biletowe | 2021                                        | 60          |
| Solaris Urbino 18 III Hybrid                    | przewóz osób na wózkach · system informacji pasażerskiej · monitoring · klimatyzacja przestrzeni pasażerskiej · automaty biletowe | 2011                                        | 4           |
| Solaris Urbino 18 IV FL Electric                | przewóz osób na wózkach · system informacji pasażerskiej · monitoring · klimatyzacja przestrzeni pasażerskiej · automaty biletowe | 2020                                        | 142         |
| Solaris Urbino 18 IV FL Electric                | przewóz osób na wózkach · system informacji pasażerskiej · monitoring · klimatyzacja przestrzeni pasażerskiej · automaty biletowe | 2025                                        | 142         |
| Solbus Solcity SM10                             | przewóz osób na wózkach · system informacji pasażerskiej · monitoring · klimatyzacja przestrzeni pasażerskiej · automaty biletowe | 2011                                        | 20          |
| Solbus Solcity SM10                             | przewóz osób na wózkach · system informacji pasażerskiej · monitoring · klimatyzacja przestrzeni pasażerskiej · automaty biletowe | 2013                                        | 20          |
| Solbus Solcity SM12                             | przewóz osób na wózkach · system informacji pasażerskiej · monitoring · klimatyzacja przestrzeni pasażerskiej · automaty biletowe | 2012                                        | 25          |
| Solbus Solcity SM18                             | przewóz osób na wózkach · system informacji pasażerskiej · monitoring · klimatyzacja przestrzeni pasażerskiej · automaty biletowe | 2014                                        | 47          |
| Solbus Solcity SM18 LNG                         | przewóz osób na wózkach · system informacji pasażerskiej · monitoring · klimatyzacja przestrzeni pasażerskiej · automaty biletowe | 2015                                        | 35          |
| Ursus CS12LFE City Smile                        | przewóz osób na wózkach · system informacji pasażerskiej · monitoring · klimatyzacja przestrzeni pasażerskiej · automaty biletowe | 2017                                        | 10          |
| Yutong U12-B                                    | przewóz osób na wózkach · system informacji pasażerskiej · monitoring · klimatyzacja przestrzeni pasażerskiej · automaty biletowe | 2024, 2025                                  | 18          |
| Liczba pojazdów                                 | Liczba pojazdów | Liczba pojazdów                             | 1380 z 1455 |
| Udział autobusów niskopodłogowych we flocie     | Udział autobusów niskopodłogowych we flocie                                                                                       | Udział autobusów niskopodłogowych we flocie | 100%        |
| Udział autobusów klimatyzowanych we flocie      | Udział autobusów klimatyzowanych we flocie                                                                                        | Udział autobusów klimatyzowanych we flocie  | 100%        |

### Tabor wycofany z eksploatacji
| Model autobusu            | Lata kasacji                       | Liczba |
| ------------------------- | ---------------------------------- | ------ |
| DAB 7-1200B               | 2001                               | 1      |
| DAB LS 575-690/4          | 2001                               | 3      |
| Dennis Lance/Duple Metsec | 2002                               | 3      |
| Ikarus 260.02             | 1997, 1998, 2001, 2003, 2007, 2008 | 9      |
| Ikarus 260.04             | 1994-2013                          | 441    |
| Ikarus 260.73             | 2013                               | 1      |
| Ikarus 260.73A            | 2008–2013                          | 83     |
| Ikarus 280.26             | 2003-2012                          | 832    |
| Ikarus 280.37             | 2007–2013                          | 29     |
| Ikarus 280.37A            | 2010–2013                          | 21     |
| Ikarus 280.37B            | 2011, 2012                         | 5      |
| Ikarus 280.37D            | 2007, 2010–2013                    | 15     |
| Ikarus 280.38A            | 2008, 2010–2012                    | 4      |
| Ikarus 280.57             | 2005, 2007, 2009, 2011             | 6      |
| Ikarus 280.58             | 2007, 2010–2012                    | 18     |
| Ikarus 280.70B            | 2010                               | 1      |
| Ikarus 280.70E            | 2007, 2008, 2010–2013              | 163    |
| Ikarus 280.T4             | 1994–2000                          | 83     |
| Ikarus 405.01             | 2002                               | 5      |
| Ikarus 411.08             | 2009                               | 2      |
| Ikarus 417.08             | 2009                               | 2      |
| Ikarus 435.05             | 2007–2009                          | 5      |
| Jelcz 120MM               | 2007−2010, 2013                    | 10     |
| Jelcz 120MM/1             | 2007-2011, 2013                    | 60     |
| Jelcz L11/Jelcz M11*      | 2002, 2003                         | 5      |
| Jelcz M121M               | 2009, 2011–2017                    | 109    |
| Jelcz M180                | 2010                               | 1      |
| Jelcz M181M               | 2011–2013                          | 45     |
| Jelcz M181MB              | 2011                               | 1      |
| Jelcz M121I4 Mastero      | 2017, 2019                         | 54     |
| MAN NG313                 | 2015, 2016, 2018–2021              | 100    |
| MAN SD202                 | 2011                               | 1      |
| MAN NG313 Lion’s City G   | 2021                               | 3      |
| Neoplan N4020             | 2007, 2010–2014                    | 43     |
| MAN NM223.3               | 2015-2017                          | 15     |
| Neoplan N4020td           | 2012-2015                          | 61     |
| Solaris Urbino 15 I       | 2009, 2010, 2015-2020              | 168    |

*Autobusy Jelcz L11 przebudowane w 1996 roku na model M11

### Tabor szkoleniowy
| Model autobusu             | Eksploatacja od | Liczba |
| -------------------------- | --------------- | ------ |
| Autosan A1010T.09.03       | 2010            | 1      |
| Solaris Urbino 10 III      | 2022            | 1      |
| Solbus ST11                | 2013            | 1      |
| Solaris Urbino 18 III      | 2017            | 1      |
| Solaris InterUrbino 12     | 2017            | 1      |
| MAN UL360 Lion’s Intercity | 2021            | 1      |

### Tabor techniczny
- Ikarus 280/A
- Tatra 815
- Mercedes Sprinter 308CDI
- Iveco Turbo Daily 35 S 15
- Renault Kerax 450.32 8x4
- FS Lublin